# Liste der Bodendenkmale in Biederitz
In der Liste der Bodendenkmale in Biederitz sind alle Bodendenkmale der Einheitsgemeinde Biederitz und ihrer Ortsteile aufgelistet. Grundlage ist die Veröffentlichung der Landesdenkmalliste mit Stand vom 25. Februar 2016.  Die Baudenkmale sind in der Liste der Kulturdenkmale in Biederitz aufgeführt.
| Denkmal-ID | Fundart            | Ortsteil    | Bezeichnung | Zeitstellung | Lage                                                      | Bemerkungen | Bild |
| ---------- | ------------------ | ----------- | ----------- | ------------ | --------------------------------------------------------- | --- | ---- |
| 428300541  | Befestigung > Wall | Biederitz   | Burgwall    | Mittelalter  | im Garten der Försterei, nahe der Kirche (Lage)           | Burgwall größtenteils bebaut und nicht zugänglich, Burgwall slawisch                                                                                            |      |
| 428300542  | Befestigung > Wall | Biederitz   | Burgwall    | Mittelalter  | nordwestlich vom Ort, nahe der alten Elbe „Borgwiesen“ () | kein Burgwall erkennbar, auch im nahegelegenen Wald keine eindeutige Wall-Graben-Situation nachvollziehbar                                                      |      |
| 428300570  | Befestigung > Burg | Woltersdorf | Burghügel   | Mittelalter  | südwestlich vom Ort (Lage)                                | Äußerlich als Naturdenkmal gekennzeichnet. Inmitten des geschützten Areals befindet sich ein stark durch Umwelteinflüsse beeinträchtigter deutlicher Burghügel. |      |